# Viola basilensis
Viola basilensis är en violväxtart som beskrevs av Wilhelm Becker. Viola basilensis ingår i släktet violer, och familjen violväxter. Inga underarter finns listade i Catalogue of Life.